# Janine Meißner
Janine Meißner (25 de julio de 1994) es una deportista alemana que compitió en tiro con arco, en la modalidad de arco compuesto. Ganó dos medallas de bronce en el Campeonato Europeo de Tiro con Arco al Aire Libre, en los años 2018 y 2021.

## Palmarés internacional
| Campeonato Europeo al Aire Libre | Campeonato Europeo al Aire Libre | Campeonato Europeo al Aire Libre | Campeonato Europeo al Aire Libre |
| Año                              | Lugar                            | Medalla                          | Prueba                           |
| -------------------------------- | -------------------------------- | -------------------------------- | -------------------------------- |
| 2018                             | Legnica (Polonia)                | Medalla de bronce                | Equipo                           |
| 2021                             | Antalya (Turquía)                | Medalla de bronce                | Equipo mixto                     |